# Cerik (distrikt Brčko)
Cerik je naselje u distriktu Brčko, BiH.

## Stanovništvo
Nacionalni sastav stanovništva 1991. godine, bio je sljedeći:
ukupno: 280
- Srbi - 221
- Hrvati - 25
- Jugoslaveni - 18
- Bošnjaci - 3
- ostali, neopredijeljeni i nepoznato - 13